# 法尔孔州
法爾孔州（西班牙語：Estado Falcón）是委內瑞拉西北部的一個州，東北為加勒比海，西北臨委內瑞拉灣，西臨蘇利亞州，南臨拉臘州，東南接亞拉奎州，北部的帕拉瓜納半島與阿魯巴島相望。面積24,800平方公里，2007年人口901,500人。首府科羅。
1891年建州，州名紀念胡安·克里索斯托莫·法爾孔總統。下分二十五自治市。